# Saint Paul’s (St. Kitts und Nevis)
Saint Paul’s ist einer von zwei Orten im Parish Saint Paul Capisterre auf der Insel St. Kitts in St. Kitts und Nevis.

## Geographie
Saint Paul’s liegt im Norden der Insel, im Nordosten des Parish, angrenzend an das Belmont Estate, das westlich des Ortes liegt. Die Island Main Road verbindet den Ort nach Nordosten mit Dieppe Bay Town im Parish Saint John Capisterre. Nach Südwesten führt die Straße zunächst durch Newton Ground in Richtung auf das Parish Saint Anne Sandy Point.

## Geschichte
Am Ort bestand eine der größten Zuckerrohr-Plantagen. Nach der Schließung der Zuckerrohr-Mühlen stieg die Arbeitslosigkeit gewaltig an und die Regierung startete eine Reihe von Arbeitsprogrammen.
Unter anderem entstand das St Paul’s Sporting Complex Cricket Stadium.

## Persönlichkeiten
- Frederick Theophilus Williams (1906–1977), Politiker
- Denzil Douglas (* 1953), Ministerpräsident von St. Kitts und Nevis (1995–2015)
- Robert Bradshaw (1916–1978), Ministerpräsident (1966–1978)
- Thrizen Leader (* 1984), Fußballspieler
- Joash Leader (* 1990), Fußballspieler
- Jamal Francis (* 1993), Fußballspieler
- Keithroy Freeman (* 1993), Fußballspieler
- Petrez Williams (* 2000), Fußballspieler